# 軽井沢シンドローム
『軽井沢シンドローム』（かるいざわシンドローム）は、たがみよしひさによる日本の漫画。通称『軽シン』『軽SYN』。本項目では、続編・次世代編である『軽井沢シンドローム SPROUT』についても取り扱う。

## 概要
別荘地・軽井沢に住むことになった主人公「耕平」と同世代の若者たちの青春群像を描いている。総話数に比して連載期間が長いのは、掲載誌の『ビッグコミックスピリッツ』（小学館）が連載開始から1年余りは月刊（その後は月2回刊）だったことによる。
各エピソードごとにサブタイトルが付けられ、作者が好きな歌のタイトルを直接またはアレンジして使用することが多い。一例として、中島みゆき『店の名はライフ』→『店の名はら・くか』など。このパターンは続編『軽井沢シンドローム SPROUT』でも踏襲されている。
漫画作品としての特徴として、シリアスな場面と砕けた場面を唐突に織り交ぜる手法が挙げられ、登場人物も劇画や青年誌では珍しかったコミカルな三頭身（ギャグ頭身）がコマ単位でリアルな八頭身と同居していることが挙げられる。また、ルビの使い方に工夫が凝らされており、例えば「耕平」に振るルビを発言者により「おまえ」「あんた」と使い分けるなど、これまでの漫画にはあまり無かった表現技法が大量に盛り込まれており、のちの漫画作品に多大な影響を与えた。
このほか、特撮ヒーローやガンダムなどのパロディがしばしば登場しており、コマの間や背景のポスターなどに作者や作画を手伝ってくれていた実兄の漫画家小山田いくへのツッコミや近況報告などが手書き文字で書き込まれる手法など、楽屋落ち要素も気軽に出していた。これは当時の漫画作品では多用された、作者の自己表現および読者との交流手段であり、実兄の小山田いくも多用していた。
主題作の続編として、主人公であった相沢耕平の息子の薫平を主役とし、子らの世代を主に描いた『軽井沢シンドローム SPROUT』が、『ヤングチャンピオン』（秋田書店）にて2002年No.2から2006年No.14にかけて連載された。同作連載中頃から、作者の体調不良が創作活動において、かつ日常生活にも支障をもたらしており、2024年時点では『SPROUT』がたがみの最後の連載作品となっている。

## あらすじ
アメリカに渡ることを夢見るお互いフリーランスのカメラマンの相沢耕平とイラストレーターの松沼純生。兄弟のように育ち、高校を卒業してほどなく家出していた2人だったが、金が底を突き、純生の姉であり耕平の幼馴染である薫が住む軽井沢の別荘へ転がり込んだ。

## 登場人物
相沢 耕平（あいざわ こうへい）
主人公。身長178cm。日常も車の運転時も、眼鏡はかけたり裸眼であったりする。いつもふざけた、飄々としたつかみどころのない態度で感情を表に出さないが、本当は義理と人情に溢れる。「DEEP」という暴走族の総長だった過去があり、ケンカも大好きでとても強い。職業は女性ヌードを多く手掛けるフリーランスのカメラマン。仕事のために東京など各地へ出向くことがある。女好きで、主要な女性キャラクターの多数と肉体関係を持つ。薫と結婚するが、その後も多い時で4人の愛人がいた。
ミリタリーファッションと愛車のジープ（J3のシャーシにMBのボディを載せたカスタム）がトレードマーク。
母方の祖父がアングロサクソン系アメリカ人のため、クォーター。両親は幼少時に死亡している。混血に対する偏見のため親戚から拒否され、血縁ではない薫の実家である松沼家で育てられたが、高校卒業を待たず純生と家出した。仲間内からは「耕平ちゃん」「ダンナ」と呼ばれることが多い。自分の性交関係に節操がない割に、仲間内での恋愛関係のもめ事にまとめ役として暗躍する。我が侭を言う相手は女性でも拳で殴る。
続編『軽井沢シンドローム SPROUT』では、ある事件をきっかけにパニック障害を患い、まともに仕事ができなくなって何年も経過していたという前半ストーリーであったが、後半に至り、とあるエピソードを経て快気した。息子の薫平たちが暴力団をバックにした暴走族に闘いを挑んだ際にバックの暴力団会長（後述の光子と血縁）に取り入って、結果として息子らの後背を固めることになったり、癌が発覚した紀子や、イラクの戦場を取材中に負傷し半身不随となった鳴瀬光の手術費用を出す等、裏のまとめ役として活動する。
松沼 薫（まつぬま かおる、のち相沢姓に）
耕平の幼馴染で、のち結婚する。彼女もメガネをかけている。耕平より2歳年上で世話女房タイプである。実家は埼玉県の大宮（現・さいたま市）で、父親は中小企業の社長をしている。T美大軽井沢研修所に勤めているため、軽井沢にある別荘に住んでいる。下半身に節操のない耕平に気をもみながらも放置している。1度、耕平の子を身ごもるが、紀子が妊娠しているという話（間違いだったが）を聞いたショックで流産してしまう。後に長男「薫平」を身ごもったことをきっかけに耕平と入籍、相沢姓となる。耕平によると「一番（体の相性が）合う」らしい。身長162cm。
松沼 純生（まつぬま すみお）
薫の弟で耕平の1学年下。イラストレーター。昔の友人たちには「じゅんなま」と呼ばれていた。身長が低く、作品初期を除けばほぼ全てのシーンでデフォルメされ二頭身で描かれている。普段のオネエっぽいしぐさや言葉遣いから女性と間違われたり、実年齢を知らない看護師からは「薫の息子」と勘違いされたこともある。その外見と優柔不断な性格から、久美子・みるく・博奈・まなみなど次々に惚れては振られている。振られて落ち込むことも多いが芯は強く、パニックに陥ったみるくに平手打ちして落ち着かせたこともある。のち義理の兄弟になる耕平とは、幼少時から兄弟のような間柄である。カーリーヘアーがトレードマーク。デフォルメ時の身長は53ｃｍ。
続編『軽井沢シンドローム SPROUT』では、絵里と結婚し長男の空（そら）と長女・紅（べに）の2児をもうけている。イラストレーターとしてそこそこ大成し、頭は寂しくなった（本人はスキンヘッドと言い張っている）が外見的にも貫禄がついた模様。
久遠寺 紀子（くおんじ のりこ）
ひょんなことから耕平たちと知り合い、耕平の愛人（二号）となる。ハーレーダビッドソンFLH80に乗っている美女で「ハーレー」と呼ばれたり「ノン」と呼ばれたりする。セカンドバイクはスズキ・カタナ（GSX1100S）。元看護婦で、軽井沢の薬局で働いている。彼女も暴走族「蟻（アント）」の元リーダー（通称「黒の女王」）であった。実家は資産家であるが、両親はカナダに在住しているため軽井沢の大きな別荘を自由に使用しており、部屋が余っているため、作中の登場人物が次々と久遠寺邸へ同居することになる。耕平が結婚する前、耕平の子を身ごもったという疑いが出たとき、耕平は彼女と結婚する決意を固めたことがある。耕平に子供が生まれたのち、警察官と暴走族という関係での旧知であった田口と一時いい関係になり、田口の娘にも懐かれるが、結局は耕平の元に戻った。作中の女性では最もモテる。愛車はアウディ。身長は169cm。
続編『軽井沢シンドローム SPROUT』では、カナダ在住であり、耕平との間に男の子・孔稀（こうき）を産んでいたことが描かれる。『SPROUT』に登場する久遠寺涼は遠縁の親戚（いとこの息子）。
津野田 絵里（つのだ えり）
耕平と純生が軽井沢に着いて最初に会った女の子で薫の親友。民芸品屋「うっでぃ」の娘。愛車はヤマハ・DT50、のち普通自動車免許取得後に定期貯金を解約しMiniを購入した。後述する阿川みちる共々、車の購入に関しては恩田二郎（恩田モータース）を経由している。耕平・二郎・一弥に惚れるが、いずれも失恋に終わる。純生とは互いに意識し合う仲ながら、2人とも違う相手に対する報われない恋を渡り歩いた末、最終的には結ばれた。身長は153cm。
『NERVOUS BREAKDOWN』にゲスト出演した際には「八骸を学んでいる」と語っており、息子の空もチビな割には腕っぷしは強い。
箕輪 貴成（みのわ たかなり）
耕平たちの溜まり場で、薫の家の近くにある喫茶店「ら・くか」のマスター。パイプ（コーンパイプ？）がトレードマーク。愛車は二郎の店から購入したホンダ・シビック1500CX（カラーは本人は白が好みだったが二郎の見立てで赤になった）。薫にホレるが何も進展ないまま耕平とできてしまった。のち親の勧めた見合いで弥子と知り合い、交際ののち結婚した。実家も新宿で人気の喫茶店をやっている。一見すると頼りないおっさんだが、弥子からは弟の一弥や阿川と比べて「女に寄りかからないで生きていける強い人」とも評されている。身長173cm。
続編『軽井沢シンドローム SPROUT』では、弥子との間に貴成そっくりの性格をした中学生の息子・清成がいる。続編・『SPROUT』のラストシーンは耕平と貴成の会話で終わるなど、耕平にとっても得難い友人となっていることが分かる。
デザインや設定こそ違うが、名前自体は読切作品『紅葉狩』から登場しており、読切版の耕平との付き合いもある。
恩田 二郎（おんだ じろう）
耕平の暴走族時代、傘下であった「黒衣の未亡人（ブラック・ウィドウ）」のリーダーであり、「DEEP」2代目総長。「DEEP」解散後も耕平を「総長」と呼んで尊敬している。実家が車の整備工場・恩田モータース（作中では高崎市大八木町にある）で中古車販売などもしているので、クルマに詳しい。みるくとつきあっているが、一時紀子に惚れる。そのせいで二郎に惚れていた絵里やみるくを傷つけ、耕平と関係が悪化し、公道レースで決着をつけることになる。その際に耕平が事故で重傷を負うが、そのお陰で元の鞘に収まる。貴成に実家の喫茶店を継がせ、自分は（みるくと結婚して）「ら・くか」の2代目マスターに、と目論んだ時期があり、耕平に「2代目の好きなヤツだ」と言われていた。愛車はフェアレディZ（これも2代目）から、「老後の面倒を見る」条件で父親にスカイラインRSを買ってもらうが、前述の公道レースを隠蔽するためやむなく処分する羽目になる。その後は日産シルビアS110型→S12型。作中において、登場人物の車の購入や車検手続き、廃車手続きや隠匿などの際は、二郎（恩田モータース）を経由することが多い。
続編『軽井沢シンドローム SPROUT』では、変わらず整備工場を続けている。初めて車を購入する薫平に古い車種ばかり勧め、「あいつはきっと骨董屋だ」と言われる。
箕輪 みるく（みのわ みるく）
貴成の妹。二郎の恋人。二郎とケンカした時に純生と関係を持ったこともあるが、結局は二郎と結ばれる。薫と同じ職場で働いており、薫の家に居候していることもあり、薫を「おねえさん」と呼び慕っている。ポルシェ928を所有していたが、耕平が次郎との公道レースの際に借用して事故を起こし廃車となる。その後は、ポルシェ928S→日産シルビア→ポルシェ930→トヨタ2000GTと乗り継いでいる。お尻の穴の右に小さな黒子がある。
続編『軽井沢シンドローム SPROUT』では、夫である二郎との間に「飛燕」に「疾風」という2人の男の子をもうけている。
木下 久美子（きのした くみこ）
紀子の従姉妹で、一緒に暮らしている。自分の年齢を「二十歳と××ヶ月」と表現する。身長151cm。
姉は美和子といい、紀子と共に「蟻」のリーダー（通称「白の女王」）であった。
匡一と恋仲になり、のちに結婚して3児（双子の男児と女児）をもうけている。外見は非常に若いため、出会った当初は匡一には年下だと思われていた。『軽井沢シンドローム SPROUT』に登場する木下由未子は遠縁の親戚。
田口 修一（たぐち しゅういち）
耕平の暴走族時代に仇敵であった交通機動隊の白バイ警察官（のちに退職）。紀子によると「検問とか言うとどこからともなく現われて、『ワハハハハハッ』と高笑いしていた」などの強い個性を持ち、通称は「恐怖の大王」他多数。妻とは離婚していて、友子という一人娘を男手ひとつで育てている。愛車はルノー5ターボ。流産の後ふさぎこむ薫と出会い、何度か2人で会うが、恋愛に発展する前に薫の心変わりでふられ、その後は紀子ともいい雰囲気になるが、結局舞と結婚する。警察を退職後、匡一や阿川と探偵を始める。なお、警察時代は「ウルトラマン」を自称していたが、退職後は「メフィラス星人」を目指しているとのこと。
続編『軽井沢シンドローム SPROUT』では、舞との間に友子の異母弟に当たる男の子が生まれている。旧作から引き続きルノー5に乗っていたが途中で日産・フェアレディZ Z33に乗り換える。
吉崎 まなみ（よしざき まなみ）
当初は静岡在住。恋人が事故死したため、軽井沢に後追い自殺を目的に訪れたが、偶然出会った耕平と純生によって自殺を断念した。純生に惚れられて一夜を共にするも、やはり耕平のもとへ走り、愛人（四号）になる。耕平の側にいるために勤め先の貴金属店「金宝堂」を退社し、軽井沢に住み着き、小諸の「金宝堂」系列の貴金属店に勤める。紀子の家に下宿して共同生活をしている。自身が恋人に死なれた経験により、明日後悔しないようにすることを意識して行動しており、他人にも勧めることがある。のち阿川と恋愛関係になる。
吉崎 匡一（よしざき きょういち）
まなみの弟。連合暴走族「桃太郎」リーダー。過去のトラブルで耕平を恨んでいたが、タイマンののち和解した。耕平の動向を探る目的で、衣舞や折居ゆうことつきあっていたが、初恋の相手に似ていた久美子にベタボレして軽井沢に居つき、紀子の家に下宿することになる。折居　ゆうこから譲られた遺産を元手に、職を失った田口や阿川たちと「吉崎匡一探偵事務所」を開く。愛車はロータス・ヨーロッパ。
続編『軽井沢シンドローム SPROUT』では、「吉崎匡一探偵事務所」は「YNS（吉崎なんでもサービス）」と改名し、いわゆるなんでも屋稼業に変更して、田口夫妻および娘（田口友子）を社員としている。久美子によれば子供が3人となにかと入用なため「馬車馬のように働いて」いるらしい。愛車もTVR・サーブラウに乗り換えている。
片岡 弥子（かたおか やこ、のち箕輪姓に）
貴成と見合いで結婚した。貴成との結婚前、二郎とケンカして家出したみるくを部屋に泊め、仲直りのきっかけを作る。弟・一弥の恋人が死亡したことに責任を感じており、弟と似ている阿川に惹かれる。が、耕平とみるくにたしなめられ結局貴成と結婚する。
川村 舞（かわむら まい、のち田口姓に）
喫茶店「オルコ・タイタ」の雇われ店長。幼馴染の阿川が好きだったが、店の常連だった田口と結婚する。フィギュアスケートで国体出場経験を持つ。
続編『軽井沢シンドローム SPROUT』では、田口の連れ子である友子に加え嫡男である男児を一人授かっている。友子からは精神面で過小評価されているがそれに対し薫からは適正な評価を受けている。
阿川 省吾（あがわ しょうご）
若手弁護士。オルコ・タイタの店員みちるの兄。のちに事件に巻き込まれた際、左目上下に大きな切創および左眼球に重傷を負った。所属していた弁護士事務所をやめ、探偵になる。作品登場時はニヒリストだったものの、耕平たちとの交流を通じて柔和になり、法律関係の問題以外ではギャグ要員となる。その件に関してまなみからは「（弁護士時代と比べて）明るくなった」と評されるが、その時本人は過去の経験と比べて現在が幸せだと感じる状況を「それが怖くてさ」と返したが、逆にまなみ自身の経験を引き合いに出され「状況はいつだって変化していく」と諭され、まなみとの恋愛が進展してゆく。事務所名義のベンツに乗っていたが、辞職したため返却した。
続編『軽井沢シンドローム SPROUT』では、弁護士に復帰して東京で弁護士事務所を開いており、世田谷区にまなみと所帯を構え、2人の子をもうけている。
片岡 一弥（かたおか かずや）
弥子の弟。石仏の研究をしている。恋人が殺され、その遠因であるヤクザの抗争（この件には一弥同様かつての恋人を殺された阿川にも因縁がある）に身を投じ、その際にヤクザの愛人・慈門院光子と出会い、のち結婚する。事件の解決後、「吉崎匡一探偵事務所」の一員となる。クールで女嫌い。愛車は日産ブルーバードSSS。
続編『軽井沢シンドローム SPROUT』では、京都に移り住んで大学の研究員となり、3人の子持ち（全て女の子）になっている。
阿川 みちる（あがわ みちる）
省吾の妹で「オルコ・タイタ」の店員。性格は久美子に近い。愛車はホンダ・シティターボ。絵里の自家用車購入と同時に購入。
成瀬 ダイ（なるせ ダイ）
広告会社・日比野エージェンシーに所属する雑誌編集者で耕平の親友でもある。耕平に仕事を発注したり、純生が出展する展覧会をプロデュースしたりする。「ダイ」と呼ばれているが、どのような字をあてるのかは不明。『SPROUT』では、独立後に仕事で出かけたロスで地元の強盗に殺害されており、その原因に責任を感じた耕平がパニック障害になってしまう。
成瀬 真理子（なるせ まりこ）
ダイの妻。耕平とも旧知の仲で、一時薫と不仲になった耕平を自宅に上げつつ薫との復縁を促す。
続編『軽井沢シンドローム SPROUT』では、ダイ・縁・耕平が立ち上げた「オフィスＤＡＩ」を夫の死後受け継ぎ切り盛りする女社長。三児の母。子どもは年齢順に長男：光‐ひかり‐/次男：昴‐すばる‐/長女：幸‐さち‐。光は幼少期の姿が旧作にも登場、『SPROUT』においては耕平と父の影響を受けカメラマンとなり、カーリーヘアに軍服というかつての耕平を真似た姿で登場する。
折居 ゆうこ（おりい ゆうこ）
耕平と同じ高校で初体験の相手。耕平の情報を得るために接近した匡一とつきあっていたトルコ（現在のソープランド）嬢。匡一の件も絡んで耕平と再会し、周囲からは「愛人五号か?」と詮索された。天竜たち（衣舞の仲間だったが決裂）と偶然出会ったため、抗争に巻き込まれ殺害される。利用されていることを知った後も匡一を想い、遺産はすべて匡一名義だった。
斗賀野 衣舞（とがの いぶ）
匡一がリーダーを務める暴走族「桃太郎」の傘下グループである「EVE」のリーダー。子供っぽく、嫉妬深い性格をしている。もともとは「DEEP」の傘下であり、ゆうこと同じく耕平の情報源として匡一に利用されていた。そのことを恨んでチームを使って耕平と匡一を殺そうとしたが、目的は果たせず刑務所行き（懲役15年）になった。
久野 縁（くの ゆかり）
耕平の仕事相手のヌードモデルで愛人（三号）。薫が流産したとき、耕平は彼女と彼女の実家のある函館に逃亡しようとしたが、彼女の言葉で軽井沢に帰ることを決意する。モデル引退ののちダイの秘書兼プランナーとなるが、ダイとともにロスで殺害され、耕平の精神疾患の原因となった。
慈門院 光子（じもんいん みつこ、のち片岡姓に）
大物ヤクザの家系に生まれ、復讐のために死んだ友人の名を借り敵組織の組長の愛人にもなっていたが、のち一弥と結婚する。大物ヤクザや、自分を拉致した犯人である一弥と対等に渡り合う、豪胆な性格である。
ビル・ハンター
耕平の母方の祖父。ロサンゼルス郊外に住む大地主。日本人女性さえと結婚し、一人娘みやこの息子耕平のことを陰ながら心配していた。最終回で生命の危機が伝えられるが、実は縁を田舎に返して薫・薫平と新婚旅行に行き、家族をビルと会わせる目的の耕平の方便だった。
続編『軽井沢シンドローム SPROUT』では、心不全により死去する。享年91歳。彼の葬儀を行い、遺産相続に関する手続きのために渡米したことが、耕平の再起動する切っ掛けとなる。
相沢耕作（あいざわ こうさく）
相沢都（あいざわ みやこ）
相沢耕平の両親。耕平を生んだ後、母・都は間もなく死去、父・耕作もまた後を追うように事故死（耕作の幼馴染だった菩提寺の住職の発言から自殺の可能性も示唆されている）する。耕平がジープにこだわる理由は、父親が事故死するまで愛用していたことに由来する。
クレア・クランストン
アメリカ人のヌードモデル。耕平の愛人。愛車はフェラーリ・ディーノ246GT（後に『SPROUT』ではアストンマーティンV8 ヴァンテージ・ル・マン）。ロスでビルと知り合ってからはビルの元で働く。
青木（あおき）
耕平の後輩カメラマン。耕平の代わりにクレアの写真集を撮影し、そのヒットで独り立ちする。
続編『軽井沢シンドローム SPROUT』では、ビルの葬儀に向かおうとして耕平達と成田で偶然再会し、一緒に渡米する。フリーカメラマンとして、グラビアだけではなく戦場写真も撮っているようで「バスラの現在」という写真集を出している。
北島 小夜子（きたじま さよこ）
銀座の画廊「カア・ポラア」の経営者。デパートの展示会に出展していた純生の絵を見初め、その才能を見込んで独占契約をもちかけるために接近する。才能ある画家を世に出すためなら肉体をも武器にする女傑。耕平とも一夜を共にする。
四鬼竜
かつて「DEEP」傘下だった暴走族「黒衣の未亡人（ブラックウィドウ）」のリーダー格四名（金竜・銀竜・白竜・黒竜）。現在もかつての「DEEP」リーダーだった耕平や二郎のサポートを行い、衣舞グループとの抗争や暴力団国松組＋詐欺師コンビ相手の立ち回りにも自発的に協力している。
ヒロシ、マックス
匡一が仕切っていた暴走族「桃太郎」のメンバー。匡一の離脱後、衣舞の命令で絵里・久美子・舞・みちるを拉致した。マックスはその際居合わせた阿川に斬りつけた結果、左目の視力を失うケガを負わせる。一連の騒動以降は保護観察ながら耕平たちの周りで行動する。
『SPROUT』では耕平と二郎の雑談で現状が語られる。マックスは子供が生まれ、ヒロシに至っては娘が16でできちゃった結婚した結果、40代前半で3歳の孫がいる。
相沢 薫平（あいざわ くんぺい）
耕平と薫の一粒種。
続編『軽井沢シンドローム SPROUT』では主人公。高校生一浪、大学生、中退してアメリカ留学を経て、最終的にNASCARのドライバーとなる。父である耕平には常に反発しているが、恋人も確認されるだけで3人と血は争えず、破天荒な人生を謳歌している。愛車はホンダ・ディオZX→マツダ・サバンナRX-3→マツダ・RX-8を経て最終的に渡米時に耕平の手に入れたジープを押し付けられる（前作で乗っていた物はリタイア中、自宅の庭に放置されていた結果、廃車となっている）。

## OVA版

### 概要
1985年にOVA作品が制作された。内容的には、耕平と純生が軽井沢に来た場面から耕平がロケ先の東北から帰宅する場面までの、原作の初期部分を元にしている（アパートのドアに「家賃3ヶ月分、必ず払います。売れっ子になるまでお待ちになってね」の貼り紙を残して夜逃げするシーンがある）。翌1986年には改訂された総アニメ版が発売され、2002年にはDVD版が発売されている。これら3つのバージョンは基本的には同一の作品でありながら、以下のような構成の違いが存在する。
なお、最初のバージョンにしか存在しない、イメージ映像部分の出演女優は、OVA折込の順に、薫：中村れい子、紀子：小野みゆき、絵里：北原ちあき、みるく：水島裕子、久美子：望月あゆみ、縁：大滝裕子、となっている。
初期リリース版
- VHS/V148F8050・Beta/X148F8050 発売元 ファイブエース、ジャパン・ネットワーキング(JNW)・販売元 ポニー 1985年7月5日発売
- LD/G98F5016 発売元 ファイブエース、ジャパン・ネットワーキング(JNW)・販売元 ポニー 1985年9月21日発売
- VHD/KTYF-122 発売元 日本ビクター・販売元 日本エイ・ブイ・シー 1986年2月21日発売

基本はセルアニメであるが、オープニング及び物語の途中に女優によるヌードを含めた実写映像を使用するという変則的な構成になっている。実写シーンの描写は物語そのものとは基本的に無関係な内容となっており、その場面には物語の進行に必要な会話が声優のセリフで流されている。当時、リリース元は斬新な構成と銘打っていたものの、翌年には総アニメ版が制作された。
総アニメ版
- VHS/V98F8078・Beta/X98F8078 発売元 ファイブエース、ジャパン・ネットワーキング(JNW)・販売元 ポニー 1986年3月21日発売

ビデオソフトパッケージの表にANIME VERSION!、背にアニメ・ヴァージョンと併記されている。初期リリース版で賛否両論あった実写の部分が、新たに描き下ろしたアニメに差し替えられている。1987年にはよみうりテレビの『夜のアニメだいすき!』で放映された（同番組はOVA作品などを積極的に取り扱っていた特番枠）。
ANIME ONLY版（DVD版）
- PCBA-50065 発売元 ファイブエース・販売元 ポニーキャニオン 2002年6月19日発売

パッケージの表に ANIME ONLY!、背にアニメ・ヴァージョンと併記されている。総アニメ版（1986年）のDVDプレス版という位置付けではなく、1985年の初期リリース版から実写シーン分を全てカットした内容。したがって該当部分における声優のセリフも削除されたまま存在しない構成になっている。

### キャスト
- 相沢耕平：塩沢兼人
- 松沼純生：三ツ矢雄二
- 松沼薫：榊原良子
- 久遠寺紀子：戸田恵子
- 津野田絵里：冨永みーな
- 木下久美子：室井深雪
- 箕輪みるく：鶴ひろみ
- 久野縁：よこざわけい子
- 恩田二郎：広中雅志
- 箕輪貴成：田中秀幸
- 二郎の父：緒方賢一
- 成瀬ダイ：キートン山田
- 地竜：二又一成

### スタッフ
MAIN STAFF
- 原作：たがみよしひさ
- プロデューサー：伊地智啓、宮田智行
- 脚本：土屋斗紀雄
- 総監督：西久保瑞穂
- 実写監督：森安建雄
- 音響監督：松浦典良
- 音楽：風戸慎介
- アシスタントプロデューサー：左口知克、田原正利
- 編集：西出栄子
- 効果：伊藤克己、今野康之
- 調整：大塚晴寿
- 録音スタジオ：整音スタジオ
- 音響制作：現
- 現像所：東洋現像所
- 製作：キティ・フィルム

ANIMATON STAFF
- 作画監督：井口忠一
- 美術監督：石津節子
- 撮影監督：都島雅義
- 美術設定：阿部行夫

LIVE STAFF
- 撮影：仙元誠三、伊藤昭裕
- 照明：渡辺三雄、熊谷秀夫
- 美術：種田陽平、畠山和久
- 編集：北沢良雄

## 製作中止となったテレビドラマ
1988年にテレビ朝日・キティ・フィルムの共同製作で、テレビドラマの製作が進められていたが、放送に至らず製作中止となった。同年7月30日の撮影中に、俳優・スタッフの計7人が乗る自動車が事故を起こし、1人が死亡、他の6人も重軽傷を負う惨事となったことによる。この事故で、車を運転していた主演の堤大二郎は鼻骨・肋骨骨折、林家こぶ平は右足太ももを骨折している。その後の記者会見で、堤は「事故が起こった時点でも相沢耕平を演じ続けた」と発言している。
この事故については、以下の問題が起きていた。
- 道路使用許可を申請せずに、公道で劇用車の走行シーンを撮影していた。
- 道路交通法違反を犯していた（使用していた劇用車では定員5名のところ、俳優・スタッフの計7人が同乗していた）。
- 撮影において車体前方から車内に向けて照明ライトの光を当てる必要があり、運転者はライト光の直射を受けることで実際の運転に危険が生じるが、演出側は「劇用車をキャメラカーで牽引して撮影する」「劇用車を停車状態にして演出で工夫する」などの危険回避策をとらず、俳優に、劇用車を実際に運転しながらの演技を要求していた。
- 死亡したスタッフがフリーランスだったことから、労働災害の適用外になった。

これらの内容により、同年11月9日の参議院決算委員会でも取り上げられる社会問題となった。

## その他
- 『ビッグコミックスピリッツ』に連載当時、阿川省吾と片岡一弥の過去の因縁を描く番外編の読切の掲載が予告されたことがあったが[要出典]、掲載に至らなかった。
- 作者の後年の作品『NERVOUS BREAKDOWN』中の「夏色軽井沢」（前中後編）にて、本作の主要キャラほぼ全員がゲスト出演している。そのエピソードで同作の主人公たちと知り合いになったことから、後に助っ人として再度ゲスト出演している。なお、『軽井沢シンドローム SPROUT』の主人公である相沢薫平も、幼児として同エピソードに登場している。
- 作中での唐突なギャグシーンと頭身変化の手法が印象深かったのか、漫画家のいしかわじゅんは、自身がパネリストを務めるNHK・BS2の『BSマンガ夜話』の番組内（2002年10月28日放送）で、『最終兵器彼女』に対して「突然二頭身の絵になるんだよー、『軽シン』だー」とコメントしている。
- 『軽井沢シンドローム 』作中ではリアルタイムで時間が経過しており、次世代編『軽井沢シンドローム SPROUT』も前作最終回から現実と同じだけ時間が経過した後の話である。作者によると、『軽井沢シンドローム SPROUT』企画当初は主人公の引継ぎまでは決まっていなかったが、当時耕平が主人公をやるには厳しい年齢に差し掛かっていたため、代わりに若者に成長していた薫平を主役に据えたとの事。
- 2014年11月時点で、秋田書店「軽井沢シンドロームSPROUT」の電子書籍版が発売されている。
- 単行本8巻収録の作中にて、登場人物の発言を借りる形で「だいたいが 本当なら、もう終わってるハズだったのに………」「今年いっぱいという話も、どうやら、のびそうだぜ。」とあり、このエピソードが始まるより前にストーリーを終えるつもりだった作者の意図の外で連載が伸ばされ、結果としてストーリーに変更があったことが推測される。また、9巻収録の作品表紙は一話目から「軽SYN完結記念」と銘打たれたシリーズとなっており、9巻収録分の10話は既に終わることを予定されていたことがわかる。